# عمل جابه‌جایی

## تعریف
به عملی که به صورت زیر تعریف می‌شود عمل جابجایی می‌گویند
{\displaystyle [A,B]=AB-BA}
که در آن {\displaystyle A} و {\displaystyle B} دو عملگر دلخواه هستند. اگر حاصل این عمل صفر شود می‌گوییم این دو عملگر جابجا پذیرند و گرنه این دو عملگر با هم جابجا نمی‌شوند.

## ریشه تاریخی
این عمل مانسته کلاسیکی براکت‌های پواسون است که بعدها در مکانیک کوانتومی به صورت فوق درآمد. خواص این عمل جابجایی و براکت‌های پواسون بسیار شبیه به هم است.

## کاربرد
این عمل در مکانیک کوانتوم برای عملگرهای منتسب به مشاهده پذیرها بسیار استفاده می‌شود. در صورتی که دو عملگر جابجاپذیر نباشند تعیین مقدار فیزیکی منتسب به این عملگرها همزمان ممکن نخواهد بود.